# Розанова, Ольга Владимировна
О́льга Влади́мировна Ро́занова (21 июня [3 июля] 1886, Меленки, Владимирская губерния — 7 ноября 1918, Москва) — русский живописец и график, художница книги и декоративно-прикладного искусства, автор статей по искусству, поэтесса, организатор культурного строительства в ранней советской России. Одна из крупнейших представительниц русского авангарда с уникальным колористическим талантом. В 1917 году создала один из шедевров абстракционизма — картину «Зелёная полоса», на несколько десятилетий предвосхитив развитие сходного направления в американском абстрактном искусстве.

## Биография
Родилась 22 июня (4 июля)  1886 года уездном городе Меленки Владимирской губернии. Отец Розановой — Владимир Яковлевич Розанов, сын священника, уездный исправник, коллежский асессор, мать — Елизавета Васильевна Розанова (в девичестве Орлова), дочь священника. В семье, помимо младшей Ольги, было ещё трое детей: Алевтина, Анатолий и Анна. В Меленках у Розановых был собственный деревянный дом на Казанской улице, недалеко от Покровского собора. В этом соборе 26 июня (8 июля)  1886 года Розанова была крещена.
В 1896 году Ольга переехала во Владимир, где поселилась в доме тетки, Марии Васильевны Орловой, на Борисоглебской улице (ныне — Музейная улица), дом 10, в «интеллектуальном центре» старого города. До 2017 года дом считался утраченным, но был идентифицирован по документам сотрудником Государственного архива Владимирской области Алексеем Арескиным. Дом располагается рядом с Троицкой церковью XVII века; до того, как в нём поселились Орловы и Розановы, он принадлежал церковному художнику Роборовскому и был связан с семьями Полисадовых и Делекторских, возможных родственников поэта Андрея Вознесенского и секретаря Анри Матисса, Лидии Делекторской. Кроме того, на выходе из Смутного времени в непосредственной близости от Троицкой церкви располагался осадный двор Дмитрия Пожарского. В 2021 году дом Розановой взят под государственную охрану, но пока находится в критическом состоянии.
Все девочки Розановы учились во Владимирской женской гимназии, Ольга — в 1896–1904; после ранней смерти отца, в 1903–1904 жила в пансионате гимназии; училась на хорошо и отлично, писала стихи. Дружила с соседской семьей Казначеевых, увлекавшихся древностями и масонством.
В ноябре 1906 поехала в Москву и поступила в частное Художественное училище живописи и скульптуры Анатолия Петровича Большакова (Мясницкий проезд, 4), где училась одновременно с выпускниками Мстерской иконописной школы, в частности, с Федором Мородовым, одним из будущих столпов соцреализма. В Москве снимала комнату на 3-й Тверской-Ямской улице. Ученические этюды этого периода относятся к наиболее ранним из известных работ Ольги Розановой. Их сохранилось довольно мало, хотя на её посмертной выставке в 1919 году они были представлены достаточно полно.
В августе 1907 года Розанова пыталась поступить в Императорское Строгановское Центральное художественно-промышленное училище, однако получила отказ и продолжила заниматься в частных студиях. В некрологе, помещённом в газете «Искусство» 5 января 1919 года, упоминается, что художница всё же посещала Строгановское училище, но недолго, так как её не удовлетворяла царившая там система преподавания. Искусствовед и специалист по творчеству Ольги Розановой Нина Гурьянова считает, что она могла некоторое время посещать училище в качестве вольнослушательницы.
В конце 1907 года Розанова поступила в Художественную школу Константина Юона и Николая Ульянова. По мнению Гурьяновой, уроки в этой школе оказали наибольшее влияние на творческое становление Розановой. В конце 1900-х в этой мастерской учились рисунку и живописи будущие авангардисты Любовь Попова, с которой Розанова сдружилась уже в 1907 году, Надежда Удальцова, Алексей Кручёных и Сергей Шаршун, в 1914–1915 годах — Варвара Степанова.
В начале 1910 года в Санкт-Петербурге познакомилась с Николаем Кульбиным и через него с Михаилом Матюшиным и Еленой Гуро, на квартире которых приняла участие в создании общества художников «Союз молодёжи». В 1911 году Розанова переехала из Москвы в Петербург, училась в художественной школе Елизаветы Званцевой, где в то время преподавали Мстислав Добужинский и Кузьма Петров-Водкин, но вскоре оставила её. Тогда же сблизилась с Давидом Бурлюком, Павлом Филоновым, Казимиром Малевичем, Владимиром Татлиным и Владимиром Маяковским. После переезда в Петербург участвовала во всех выставках «Союза молодёжи», стала ключевым его членом, писала теоретические статьи для альманаха «Союз молодежи» .
В 1912 году познакомилась с поэтами-футуристами Велимиром Хлебниковым и Алексеем Кручёных. С последним её связывали близкие, интимные отношения: они несколько раз расставались и не жили подолгу вместе.
В творческом содружестве Кручёных и Розановой был создан уникальный стиль русской футуристической книги. В 1913–1914 годах они опубликовали книгу «Тэ ли лэ», используя технику цветного гектографирования. В 1915–1916 годах использовали в футуристической книге метод коллажа. В 1915 году художница применила коллаж в иллюстрировании «Заумной гниги» Кручёных и Алягрова и в альбоме «Война» 1916 года со стихами Кручёных. Всего ими совместно создано 18 книг.
В 1914 Розанова, по приглашению Маринетти, в числе четырёх русских художников (наряду с А. П. Архипенко, Н. И. Кульбиным и А. А. Экстер), участвовала в Первой международной футуристической выставке в Риме.
В 1916 стала секретарем общества «Супремус», возглавляемого Малевичем. К этому времени её стиль развивался от кубизма и итальянского футуризма к чистой абстракции, в которой композиция создаётся визуальным весом и взаимосвязью цветов. В том же году вместе с другими художниками-супрематистами (Казимир Малевич, Александра Экстер, Нина Генке, Любовь Попова, Ксения Богуславская, Надежда Удальцова, Иван Клюн, Иван Пуни и другие) работала в художественных артелях деревень Вербовка и Скопцы, созданных Натальей Давыдовой. Под влиянием Кручёных писала заумные стихи. Крученых, по влиянием Розановой, занялся абстрактным искусством и сделал книгу цветных коллажей «Вселенская война».
В 1917 года, после Февральской революции, была членом Коллегии Профессионального союза художников-живописцев Москвы, работала «ради картошки» в Союзе городов. После октябрьской революции 1917 писала в газету «Анархия», участвовала, в качестве вышивальщицы знамен, в оформлении Москвы к празднику 1 мая. 22 июня 1918 назначена заведующей подотделом художественной промышленности Отдела ИЗО НКП. Вместе с Александром Родченко готовила к реформированию ряд крупных художественно-промышленных центров во Мстере, Богородске и Иваново. Участвовала в оформлении Москвы к годовщине революции.
7 ноября 1918 года умерла от дифтерии в московской Солдатёнковской больнице (ныне — Боткинская). Похоронена в Новодевичьем монастыре, рядом с Антоном Чеховым. Специально к похоронам Малевич и Клюн сделали траурный супрематический флаг. После перенесения могилы Чехова захоронение Розановой было утрачено. Имя Розановой сразу после её смерти было присвоено Иваново-Вознесенской художественной школе.
Публикация заумных стихов Розановой после её смерти в газете Московского Отдела ИЗО Наркомпроса вызвала нападения со стороны критиков Пролеткульта.

## Ольга Розанова в искусстве

### Посвящения
- Поэтическая книга «Возропщем» (1913) Алексея Кручёных вышла с посвящением «Первой художнице Петрограда О. Розановой»[20].
- Книга Крученых «Бегущее» посвящена «Розановой и Керенскому»
- Владимир Маяковский в 1915 году посвятил Ольге Розановой цикл из трёх стихотворений с надписью «Светлой О. В. Р. — эти стихи»[20].

## Выставки

### Персональные выставки
- 1918 (декабрь) — 1919 (март) — Москва, Первая Государственная выставка. Посмертная выставка картин, этюдов, эскизов и рисунков О. В. Розановой
- 1992 — Москва, Санкт-Петербург, Хельсинки. «Ольга Розанова. 1886—1918»
- 2003 — Москва, Московский центр искусств. «Червовая Дама русского авангарда»
- 2007 — Москва, Выставочный зал в Толмачах (Третьяковская галерея). «…увидеть мир преображённым»
- 2023–2024 — Москва, ГЭС-2. «Кубок созвучий»
- 2024 — Санкт-Петербург, Русский музей. «Ольга Розанова (1886—1918). „Революционер искусства“».

### Групповые выставки

#### Прижизненные выставки
- 1911 (апрель) — Санкт-Петербург, «Союз молодёжи»
- 1912 (январь) — Санкт-Петербург, «Союз молодёжи»
- 1912 (март) — Москва, Училище живописи, ваяния и зодчества, совместная выставка художников «Ослиного хвоста» и «Союза молодёжи»
- 1913 (октябрь) — Санкт-Петербург, Художественное бюро Н. Е. Добычиной. Постоянная выставка Современной живописи
- 1913 (октябрь) — 1914 (январь) — Санкт-Петербург, «Союз молодёжи»
- 1914 (апрель—май) — Рим, галерея Спровьери, Международная свободная футуристическая выставка. Русская секция
- 1915 (март) — Петроград, малый зал Императорского Общества Поощрения художеств, Первая футуристическая выставка картин «Трамвай В»
- 1915 (апрель) — Петроград, Художественное бюро Н. Е. Добычиной, выставка картин Левых Течений
- 1915 (декабрь) — Петроград, Последняя футуристическая выставка 0,10
- 1916 (апрель) — Петроград, Художественное бюро Н. Е. Добычиной, Современная Русская Живопись
- 1916 (ноябрь) — Москва, «Бубновый валет»
- 1917 (ноябрь—декабрь) — Москва, «Бубновый валет»
- 1917 (декабрь) — Москва, Вторая выставка Современного декоративного искусства «Вербовка»
- 1918 (апрель) — Тифлис, Выставка картин и рисунков московских футуристов
- 1918 (май—июль) — Москва, Первая выставка картин профессионального союза художников в Москве

#### Наиболее значительные ранние выставки русского авангарда (1919—1927)
- 1919 (апрель—июнь) — Петроград, Первая Государственная Свободная выставка произведений искусств
- 1919 — Москва, X Государственная выставка. Беспредметное творчество и супрематизм
- 1919 — Витебск, Первая государственная выставка картин местных и московских художников
- 1920 — Казань, Первая Государственная выставка искусства и науки в Казани
- 1922 — Берлин, Первая русская художественная выставка
- 1927 — Ленинград, Выставка новейших течений в искусстве

#### Выставки XX-XXI веков
- 2000 (сентябрь) — 2001 (январь)—Нью-Йорк, Музей Соломона Р.Гуггенхайма. «Амазонки авангарда. Экстер, Гончарова, Попова, Розанова, Степанова, Удальцова».
- 2018 (ноябрь) — 2024 (декабрь) — Ростов Великий, ГМЗ «Ростовский кремль». «Хвост кометы» (в память о погибшей работе Розановой). Приурочена к 100-летию со дня смерти художницы[25]

### Прижизненные публикации
- Розанова О. В. Манифест «Союза молодёжи»: Листовка. — СПб., 1913.
- Розанова О. В. Основы Нового Творчества и причины его непонимания // Союз молодёжи. — СПб., 1913. — № 3. — С. 14—22.
- Розанова О. В. Супрематизм и критика // Анархия : газета. — 1918. — № 86.
- Розанова О. В. Искусство — только в независимости и безграничной свободе! // Анархия : газета. — 1918. — № 91.
- Розанова О. В. Уничтожение 3-х федеративной конструкции союза как причина выхода из него левой федерации // Анархия. — 1918. — № 99.

### Посмертные публикации
- Фриче В. Цитадель «свободного творчества» // Вечерние Известия. — 1919. — 28 февр. — С. 1.
- Ольга Розанова. «Лефанта чиол…» / Вступ. ст., публикации писем и комментарии к ним Веры Терёхиной; составители «Хроники жизни и творчества» Андрей Сарабьянов и Вера Терёхина. — М.: RA, 2002. — 392 с. — 2000 экз. — ISBN 5-85164-076-6.
- Ольга Розанова: «…увидеть мир преображённым»: [Каталог выставки] / Предисл. Л. И. Иовлевой, вступ. ст. В. Н. Терёхиной. — М.: Пинакотека, 2007. — 156 с. — ISBN 978-5-88149-274-8.

## Галерея
- Красный дом. 1910. Х., м. ГРМ
- Городской пейзаж. 1910. Х., м. ГРМ
- Натюрморт с помидорами. 1910—1911. Х., м. ГРМ
- Городской пейзаж. Около 1912. Х., м. ГРМ.
- Натюрморт с кувшином и яблоками. 1911—1912. Х., м. ГРМ
- Портрет Анны Владимировны Розановой. 1911—1912. Х., м. ЕМИИ
- Кузница. 1911—1912. Х., м. ГРМ
- Автопортрет. 1912. Х., м. ИОХМ
- Кувшин с цветами. 1912—1913. Х., м. ГРМ
- Голубая ваза с цветами. 1912—1913. Х., м. ГРМ
- Натюрморт с зелёным кувшином. 1913. Х., м. ГРМ
- Порт. 1913. Х., м. Израильский музей, собрание Мерцбахера, Иерусалим
- Шкаф с посудой (Буфет с посудой). 1915. Х., м. ГТГ
- «Червовая дама» (автопортрет?). Бумага, тушь. 1915
- Супрематизм. 1916. Х., м. 86×66 см. Государственный музей искусств Казахстана имени А. Кастеева
- Супрематизм. 1916. Х., м. ЕМИИ
- Супрематизм. 1916—1917. Х., м. ГРМ
- Супрематизм. 1916—1917. Х., м. ГРМ
- Беспредметная композиция. 1917. Х., м. 40х22 см. Музейное объединение, Тотьма
- Беспредметная композиция. Цветопись. 1917. Х., м. 71×64 см. УОХМ
- Беспредметная композиция. Цветопись. 1917. Холст, клеевая краска. 58х44 см. ГРМ
- Беспредметная композиция. 1917. Х., м. 62,5×40,5 см. ГРМ
- Беспредметная композиция. 1917. Х., м. 84,5×62 см. Национальный музей искусств Азербайджана
- Зелёная полоса. 1917. Х., м. ГМЗ «Ростовский кремль»
- Зелёная полоса. 1917. Х., м. Частное собрание, Швеция

## Память
- В феврале 2016 года во Владимире усилиями культурного центра «Эйдос» при поддержке департамента культуры областной администрации и администрации города Владимира была организована и проведена научная конференция «Ольга Розанова: региональное, национальное, глобальное»[26][27]. В работе конференции приняли участие известные учёные Андрей Сарабьянов, Вера Терехина и другие специалисты[27].
- В ноябре 2016 года во Владимире был открыт «Центр Ольги Розановой»[28][29]. В планы Розановского центра входит исследовательская, экспертная, просветительская, художественная и издательская деятельность.

### Альбомы, каталоги, монографии
- Гурьянова Н. А. Ольга Розанова и ранний русский авангард. — М.: Гилея, 2002. — 319 с. — 1000 экз. — ISBN 5-87987-021-9.
- Гурьянова Н. А.,  Терёхина В. Н. Olga Rozanova/Ольга Розанова. 1886—1918: [Каталог выставки] / Вступ. ст. Н. Гурьяновой, В. Терёхиной. — Helsinki: Helsingin Kaupungin Taidemuseo, 1992. — 125 p. — ISBN 951-8965-12-9.
- Gurianova N. Exploring Color: Olga Rozanova and the Early Russian Avant-garde, 1910—1918. — Amsterdam: G + B Arts International, 2000.
- Тимина М. А. О понятиях "цветопись" и "преображенный колорит" в контексте творчества Ольги Розановой // Искусствознание, № 2, 2022. С. 80-103.
- Тимина М. А. Проблемы атрибуции работ Ольги Розановой в собраниях музеев Тобольска, Вольска и Костромы // "Хвала Клио!" Сборник материалов (2020-2021 гг.), Владимир: Транзит-ИКС , с. 120-136.
- Тимина М. А. Розанова Ольга Владимировна // Научно-образовательный портал «Большая российская энциклопедия».

### Статьи, эссе
- Балаховская Ф. М. «Где сроки спутаны…» // «Амазонки авангарда»  / Ответственный редактор Г. Ф. Коваленко; Государственный институт искусствознания Министерства культуры Российской Федерации. — М.: Наука, 2004. — С. 192—195. — ISBN 5-02-010251-2.
- Горячева Т. В. Розанова, Малевич, Крученых, супрематизм… // Ольга Розанова. Увидеть мир преображенным. — М., 2007
- Гурьянова Н. А. Военные графические циклы Н. Гончаровой и О. Розановой // Панорама искусств. — М., 1989. — Вып. 12. — С. 63—88.
- Гурьянова Н. А. На пути к новому искусству // Искусство. — 1989. — № 1. — С. 24—30.
- Гурьянова Н. А. Ольга Розанова и Алексей Кручёных: К вопросу о взаимосвязи поэзии и живописи в русском футуризме // Europa Orientalis. — Salerno, 1992. — С. 49—108.
- Никольская Т. Л., Терёхина В. Н. Розанова Ольга Владимировна // Русские писатели, 1800—1917 : Биографический словарь / гл. ред. П. А. Николаев. — М. : Большая российская энциклопедия, 2007. — Т. 5 : П—С. — С. 336–337. — 800 с. — (Сер. биогр. словарей: Русские писатели. 11—20 вв.). — 5000 экз. — ISBN 5-85270-011-8. — ISBN 5-85270-340-8 (т. 5).
- Памяти О. В. Розановой // Искусство. — 1919. — № 1.
- Рабинович В. Л. «Игра в аду» Гончаровой и Розановой с двумя чертями и одним ягуаром // «Амазонки авангарда»  / Ответственный редактор Г. Ф. Коваленко; Государственный институт искусствознания Министерства культуры Российской Федерации. — М.: Наука, 2004. — С. 175—183. — ISBN 5-02-010251-2.
- Ракитин В. Апофеоз Ольги Розановой // Война / Резьба О. Розановой. Слова А. Кручёных. — 1916. Факсим. изд. М., 1995.
- Родченко А. Ольга Розанова — живописец // Родченко А. Эксперименты для будущего. — М., 1996. — С. 65.
- Сарабьянов А. Д. Розанова Ольга Владимировна // Энциклопедия русского авангарда: Изобразительное искусство. Архитектура  / Авторы-составители В. И. Ракитин, А. Д. Сарабьянов; научный редактор А. Д. Сарабьянов. — М.: RA, Global Expert & Service Team, 2013. — Т. II: Биографии. Л—Я. — С. 296—298. — ISBN 978-5-902801-11-5.
- Степанова В. Ф. О выставке Розановой // Искусство. Вест. Отд. ИЗО Наркомпроса  / Варст. — М., 1919. — № 4.
- Терёхина В. Н. «Начало жизни цветочно-алой…» О. В. Розанова (1886—1918) // Панорама искусств. — М., 1989. — Вып. 12. — С. 38—62.
- Терёхина В. Н. Преображённый мир Ольги Розановой // Наше наследие. — 2003. — № 67—68. — С. 148–159.
- Терёхина В. Н. Ранний автопортрет Ольги Розановой (к вопросу атрибуции) // «Амазонки авангарда»  / Ответственный редактор Г. Ф. Коваленко; Государственный институт искусствознания Министерства культуры Российской Федерации. — М.: Наука, 2004. — С. 184—191. — ISBN 5-02-010251-2.
- Эфрос А. М. Во след уходящим // Москва. Журнал литературы и искусства. — 1919. — № 3. — С. 4—6.
- Эфрос А. М. О. В. Розанова // Эфрос А. Профили. — М., 1930. — С. 225—235.
- Gassner H. Olga Rozanova // Russian Women-Artists of the Avantgarde. 1910—1930. — Cologne: Galerie Gmurzynska, 1979. — P. 230—245.
- Gurianova N. Olga Rozanova: Color Libero // Art e Dossier. — 1993. — № 85. — P. 37—43.
- Gurianova N. Suprematism and Transrational Poetry // Elementa. — 1994. — № 1. — P. 369—383.
- Gurianova N. Olga Rozanova // Amazons of Avant-garde. — New York, 1999. — P. 213—239.
- Rakitin V. Illusionism is the Apotheosis of Vulgarity // Russian Women-Artists of the Avantgarde: 1910—1930. — Cologne: Galerie Gmurzynska, 1979. — P. 254—255.
- Terekhina V. Majakovski und Rozanowa // Bildende Kunst. — 1988. — № 11. — S. 499—501.
- Yablonskaia M. Olga Rozanova // Woman-Artists of Russia's New Age: 1900—1935. — London: Abrams, 1990. — P. 81—98.